# 出羽薬品
出羽薬品株式会社（でわやくひん）は、かつて存在した主に医薬品・医療機器の卸売りを扱う企業。本社所在地は山形県山形市八日町2-1-1。その後、東邦薬品グループ・未来創生グループの一社「アスカム」に合併（のち、2010年10月をもって東邦薬品に吸収合併）されたのち、東邦薬品となった。

## 概要
三共系の医薬品卸であった。三共製薬株式会社により、山形県山形市に本社を置く「工藤薬品工業株式会社」と「合資会社豊田本店薬局」、山形県酒田市に本社を置く「伊庭屋薬品株式会社」の卸部門を統合して設立。
- 代表取締役社長　田中茂治

- 代表取締役専務　近江　恭
- 代表取締役常務　北洞正平
- 資本金	1,650万円

## 発起人
- 川島賢二（伊庭屋薬品・代表取締役社長）
- 工藤藤太郎（工藤薬品・代表取締役社長）
- 豊田伝右ェ門（豊田本店薬局・代表取締役社長）
- 米城祐一（米城薬品代表取締役社長）
- 北洞正平（中外製薬・工藤薬品取締役）
- 山下良二（三共・米城薬品取締役）
- 大橋正輝（三共・米城薬品取締役）
- 近江　恭（米城薬品取締役）

## 大株主
- 三共
- 中外製薬

## 沿革
- 昭和41年4月28日 - 工藤薬品工業株式会社、合資会社豊田本店薬局及び伊庭屋薬品株式会社の卸部門が合併、出羽薬品株式会社設立。
  - 山形本社（山形営業所）・酒田営業所・鶴岡出張所・新庄出張所を開設。
- 昭和42年12月 - 山形県米沢市の「株式会社仁天堂薬局」卸部門を譲受。米沢出張所を開設。
- 昭和45年4月 - 酒田営業所から酒田支店に昇格。
- 昭和48年10月 - 山形営業所から山形支店に昇格。
- 昭和51年3月 - 三共・中外製薬の連結決算対象子会社となる。
- 昭和56年3月 - 鶴岡出張所及び米沢出張所をそれぞれ「営業所」に昇格。
- 平成6年 - 秋田支店開設。
- 平成7年 - 横手営業所開設。
- 平成9年 - 本荘営業所開設。

## 営業
- 山形市
- 酒田市
- 鶴岡市
- 新庄市
- 米沢市
- 秋田市
- 本荘市
- 横手市

## 主な取引メーカー
- 三共
- 萬有製薬
- 中外製薬
- エーザイ
- 山之内製薬
- 持田製薬
- 興和新薬
- 鳥居薬品
- 日立化学
- 日研化学
- 科研薬化

## 備考
- 伊庭屋薬品は山形地区の血液銀行（後のミドリ十字・現田辺三菱製薬）代理店であった。
- 山形県のブラッドセンターとして「山形薬品有限会社」が山形県山形市城北大通りに設立されていた。